# Kväll

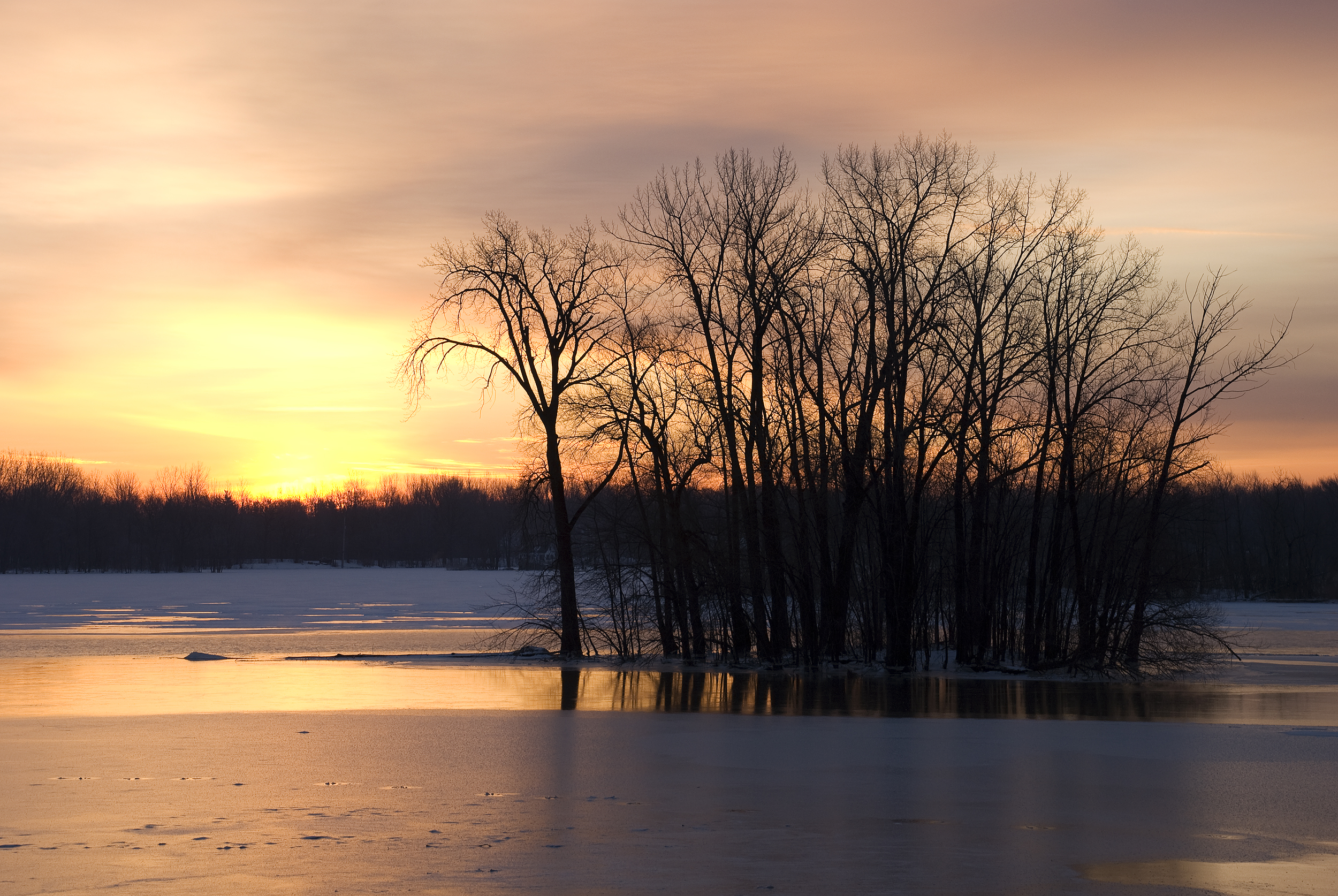
Kväll i Québec.

Kväll eller afton är ett begrepp som saknar fast definierad tid men betecknar övergången mellan dag och natt och är motsatsen till morgon. Beroende på latitud och årstid förhåller sig solljus och nattmörker olika. Därvid blir uttrycket kväll ett flytande begrepp för perioden då samhällets dagsverksamheter stänger för dagen.
Hälsningsfraserna god kväll och god afton är belagda sedan 1200-talet.
Hemmakväll är ett uttryck som innebär att en eller ett fåtal nära bekanta personer tillbringar sin kväll i ett hem. Ofta förknippas det med mys. Ordet hemmakväll finns belagt i svenska språket åtminstone sedan 1920-talet.